# El Guarda, Tenango el Valle
El Guarda är en ort i Mexiko.   Den ligger i kommunen Tenango del Valle och delstaten Mexiko, i den sydöstra delen av landet, 70 km sydväst om huvudstaden Mexico City. El Guarda ligger 2 890 meter över havet och antalet invånare är 232.
Terrängen runt El Guarda är kuperad åt nordost, men åt sydväst är den bergig. Runt El Guarda är det tätbefolkat, med 397 invånare per kvadratkilometer. Närmaste större samhälle är San Jorge Pueblo Nuevo, 19,7 km norr om El Guarda. I omgivningarna runt El Guarda växer huvudsakligen savannskog.